# Número de Liouville
En teoría de números, un número de Liouville es un número real x tal que, para cualquier entero positivo n, existen otros dos enteros p y q, q > 1, que satisfacen: 
{\displaystyle 0<\left|x-{\frac {p}{q}}\right|<{\frac {1}{q^{n}}}.}
Gracias a las fracciones continuas sabemos que todo número real puede aproximarse por infinitos racionales p/q que verifican 0 < |x − p/q| < 1/q2. Los números de Liouville son aquellos para los cuales el 2 en el exponente de q puede ser cambiado por cualquier natural n, o sea que de alguna manera son los "mejor aproximados" por racionales, así que tienen un exponente de irracionalidad infinito.

## Algunas propiedades
- Todo número de Liouville es irracional.
- Los números de Liouville son trascendentes.
- El conjunto de números de Liouville tiene medida de Lebesgue cero.
- El conjunto de números de Liouville puede obtenerse como una intersección numerable de abiertos densos en ℝ.[1] Como consecuencia de esto (utilizando el teorema de Baire y que los reales forman un espacio métrico completo) se deduce que este conjunto es no numerable y denso en los reales.

## Constante de Liouville
El ejemplo más conocido de número de Liouville es el que se denomina "constante de Liouville", definido como:
{\displaystyle {\sum _{k=1}^{\infty }}10^{-k!}=0,110001000000000000000001000\ldots }
Este fue el primer número que pudo demostrarse que es trascendente, prueba debida a Joseph Liouville (1850).